# Колокольцева, Альбертина Иосифовна
Альбертина «Берта» Иосифовна Колокольцева (в девичестве — Злобина, 29 октября 1937 года, Кемерово, РСФСР, СССР) — советская конькобежка. Бронзовый призёр IX зимних Олимпийских игр в Инсбруке (1964) на дистанции 1500 м. В 1964 году стала чемпионкой СССР на дистанции 1000 м и бронзовым призёром на дистанции 1500 м. Мастер спорта международного класса.
Первый спортсмен Кемеровской области на Зимних Олимпийских играх. Училась в Сибирском металлургическом институте. Жила, тренировалась и тренировала в Коломне, в культурно-спортивном комплексе, ставший известным после реконструкции, как конькобежный центр «Коломна».